# 溴酸钾
溴酸钾是一个无机盐，室温下为无色晶体，分子式为KBrO3。
其在发酵、醒发及焙烤工艺过程中起到一种氧化剂的作用，使用了溴酸钾后的面粉更白，制作的面包能快速膨胀，更具有弹性和韧性，在焙烤业被认为是最好的面粉改良剂之一。溴酸钾有致癌性，现在已被許多國家（如欧盟）禁用，而多個動物研究中亦發現對肝、腎、造血具有毒性，甚至會改變神經行為。它被國際癌症研究機構（IARC）認定為2B類致癌物。
台灣已在1994年禁用。美国仍允许使用。中华人民共和国卫生部于2005年5月30日发布《2005年第9号公告》称，根据溴酸钾危险性评估结果，决定自2005年7月1日起，取消溴酸钾作为面粉处理剂在小麦粉中使用。在此之前按照《食品添加剂使用卫生标准》（GB2760-1996）使用溴酸钾的食品可以在产品保质期内继续销售。
溴酸钾在足够长的烘烤时间和温度下会耗尽，但是如果在面粉中添加的太多就会有残留。

## 氧化剂
KBrO3是一种强氧化剂，酸性溶液其氧化还原半反应和标准电极电势为：
BrO3− + 6H+ + 6e− ←→ Br− + 3H2O; Eo = 1.44 V
溴酸钾易提纯，可作为基准物质直接配制标准溶液，其浓度可用间接碘量法标定：
BrO3− + 6I− + 6H+ → 3I2 + Br− + 3H2O
接下来以淀粉为指示剂，用Na2S2O3标准溶液滴定。
酸性溶液可用KBrO3标准溶液直接滴定As（III）、Sb（III）和Sn（II）等还原性物质。但溴酸钾主要用于测定有机物。溴可与很多有机物发生定量反应（如取代反应、加成反应等），但其水溶液不稳定，不能用作标准溶液。因此在溴酸钾标准溶液中加入过量KBr并酸化，可生成等计量的Br2，相当于Br2标准溶液：
BrO3− + 5Br− + 6H+ → 3Br2 + 3H2O
例如溴酸钾法测定苯酚时，先加入过量KBrO3-KBr标准溶液并酸化，使苯酚溴化生成2,4,6-三溴苯酚和白色2,4,4,6-四溴环己二烯酮沉淀（三溴酚溴）。然后加入过量I−还原过量Br2为Br−及三溴酚溴为三溴苯酚，再用硫代硫酸钠标准溶液滴定生成的I2，即可间接求出样本中苯酚的含量。